# Cawayan
Cawayan è una municipalità di terza classe delle Filippine, situata nella Provincia di Masbate, nella Regione di Bicol.
Cawayan è formata da 37 baranggay:
- Begia
- Cabayugan
- Cabungahan
- Calapayan
- Calumpang
- Chico Island
- Dalipe
- Divisoria
- Gilotongan
- Guiom
- Iraya
- Itombato
- Lague-lague
- Libertad
- Looc
- Mactan
- Madbad
- Mahayahay
- Maihao

- Malbug
- Naro
- Palobandera
- Pananawan
- Peña Island
- Pin-As
- Poblacion
- Pulot
- Punta Batsan
- R.M. Magbalon (Bebinan)
- Recodo
- San Jose
- San Vicente
- Taberna
- Talisay
- Tubog
- Tuburan
- Villahermosa